# Ducula concinna
Il piccione imperiale elegante o piccione imperiale codablu (Ducula concinna Wallace, 1865) è un uccello della famiglia dei Columbidi.

## Descrizione
Il piccione imperiale elegante è lungo 43 cm. Capo, collo, petto e parti inferiori grigio, ali e dorso verde scuro con iridescenze bronzee, coda blu nero. Retrocollo marrone rosato. Becco grigio scuro, iride gialla, zampe rosse. La femmina si contraddistingue per avere le zone grigie e rosa più scure rispetto al maschio.

## Biologia
Si nutre di frutta tra cui le giovani noci di cocco, spostandosi in gruppi fino a 40 individui. Compie spostamenti in gruppi nelle isole circostanti per la ricerca del cibo.

## Distribuzione e habitat
Vive nelle foreste primarie, secondarie e ai loro confini, aree coltivate alberate fino a 850 metri. La sua distribuzione comprende una serie di isole minori a nord e sud di Sulawesi, le isole Talaud e le isole Aru.